# Spanje op het Junior Eurovisiesongfestival 2019
Spanje nam deel aan het Junior Eurovisiesongfestival 2019 in Gliwice, Polen. Het was de vijfde deelname van het land aan het Junior Eurovisiesongfestival. TVE was verantwoordelijk voor de Spaanse bijdrage voor de editie van 2019. 

## Selectieprocedure
Na 13 jaar afwezigheid keerde Spanje terug naar het Junior Eurovisiesongfestival. Speculaties over een eventuele terugkeer waren al een aantal jaren aan de gang, maar in 2019 voegde de Spaanse omroep de daad bij het woord en werd er een terugkeer gerealiseerd.  
Op 5 oktober 2019 werd bekend dat 12-jarige Melani García door de Spaanse openbare omroep intern gekozen was om het land te vertegenwoordigen in Polen. Ze won eerder de Spaanse versie van The Voice Kids. Het lied Marte werd geschreven door Pablo Mora, Manu Chaud en Melani García zelf. 

## In Gliwice
Melani García was als vijfde van negentien acts aan de beurt, net na Mila Moskov uit Noord-Macedonië en gevolgd door Giorgi Rostiasjvili uit Georgië. Spanje eindigde uiteindelijk op de derde plaats, met 212 punten.
2003 · 2004 · 2005 · 2006 · 2007-2018
· 2019 · 2020 · 2021 · 2022 · 2023 · 2024
Albanië · Armenië · Australië · Frankrijk · Georgië · Ierland · Italië · Kazachstan · Malta · Nederland · Noord-Macedonië · Oekraïne · Polen · Portugal · Rusland · Servië · Spanje · Wales · Wit-Rusland